# Rahavavy fanivelona
Espèce
Synonymes
- Phyxelida fanivelona Griswold, 1990

Rahavavy fanivelona est une espèce d'araignées aranéomorphes de la famille des Phyxelididae.

## Distribution
Cette espèce est endémique de Madagascar.

## Description
La femelle holotype mesure 5,94 mm.

## Publication originale
- Griswold, 1990 : A revision and phylogenetic analysis of the spider subfamily Phyxelidinae (Araneae, Amaurobiidae). Bulletin of the American Museum of Natural History, no 196, p. 1-206 (texte intégral).